# Emanuele Di Gregorio
Pour les articles homonymes, voir Di Gregorio.
Emanuele Di Gregorio (né le 13 décembre 1980 à Castellammare del Golfo) est un athlète italien, spécialiste du sprint.

## Biographie
Son meilleur temps sur 60 m en salle est de 6 s 56, réalisé le 8 mars 2009, en terminant 3e des Championnats d'Europe d'athlétisme en salle 2009 à Turin. Auparavant il avait été Champion d'Italie du 200 m en 2002. 
Le 15 août 2009, lors des Championnats du monde d'athlétisme 2009 de Berlin, il terminera 4e de son quart de finale en 10 s 26 (-0,7 m/s) derrière notamment Dwain Chambers, Richard Thompson et Martial Mbandjock, qualifiés pour les demi-finales. Il ne sera pas repêché au temps pour les demi-finales.
Il est finaliste sur 100 m lors des Championnats d'Europe d'athlétisme 2010 à Barcelone mais finit 7e en 10 s 34. Ce 28 juillet 2010, il avait réalisé quelques heures auparavant 10 s 17 en demi-finale, terminant second derrière Christophe Lemaitre.
Le 1er août, lors des mêmes Championnats d'Europe d'athlétisme 2010, il contribue comme troisième relayeur (avec Roberto Donati, Simone Collio, Maurizio Checcucci) au record national et à la médaille d'argent du relais italien, en 38 s 17, juste derrière l'équipe française, transmettant le témoin en tête, améliorant ce faisant de 20/100e un record qui datait du 10 août 1983 à Helsinki (Stefano Tilli, Carlo Simionato, Pierfrancesco Pavoni, Pietro Mennea).
Le 13 février 2011, lors du meeting en salle de Karlsruhe, il termine 3e du 60 mètres en 6 s 63 derrière Lerone Clarke (6 s 52) et Marc Burns (6 s 56), Mike Rodgers ayant été disqualifié.
Le 6 mars 2011, au Palais omnisports de Paris-Bercy, il décroche la 4e place en 6 s 59 du 60 mètres des Championnats d'Europe en salle derrière le Portugais Francis Obikwelu (6 s 53), le Britannique Dwain Chambers (6 s 54) et le Français Christophe Lemaitre (6 s 58).
5e lors des Championnats d'Europe d'athlétisme par équipes 2011 sur 100 m, il participe à la finale du relais 4 × 100 m à Daegu 2011 (38 s 41 en demi-finale).

## Palmarès
- Championnats d'Europe d'athlétisme 2010 à Barcelone :
  -  Médaille d'argent du 4 × 100 m
- Championnats d'Europe d'athlétisme en salle 2009 à Turin ( Italie)
  -  Médaille de bronze au 60 m
- Championnats d'Europe d'athlétisme par équipes 2009 à Leiria ( Portugal)
  -  Médaille de bronze au 100 m en 10 s 21
  -  au relais 4 × 100 m en 38 s 77
- Jeux méditerranéens 2009 à Pescara ( Italie)
  -  sur 100 m en 10 s 21
  -  sur 4 × 100 m